# Жеварченков, Александр Андреевич
Александр Андреевич Жеварченков (1919—2002) — сержант Рабоче-крестьянской Красной Армии, участник Великой Отечественной войны, Герой Советского Союза (1945).

## Биография
Александр Жеварченков родился 9 апреля 1919 года в селе Фёдоровка (ныне — Каменский район Пензенской области). Получил начальное образование, после чего работал в колхозе. В сентябре 1939 года Жеварченков был призван на службу в Рабоче-крестьянскую Красную Армию. С июня 1941 года — на фронтах Великой Отечественной войны. Принимал участие в боях на Западном, Юго-Западном, 2-м и 3-м Украинском, 1-м Белорусском фронтах. Два раза был ранен. Участвовал в Знаменской, Кировоградской, Корсунь-Шевченковской, Уманско-Ботошанской, Ясско-Кишинёвской, Варшавско-Познанской, Берлинской операциях. К январю 1945 года гвардии сержант Александр Жеварченков был помощником командира взвода 267-го гвардейского стрелкового полка 89-й гвардейской стрелковой дивизии 5-й ударной армии 1-го Белорусского фронта. Отличился во время Варшавско-Познанской операции.
14 января 1945 года, когда огонь пулемёта из дзота воспрепятствовал продвижению роты вперёд, Жеварченков скрытно подобрался к дзоту и подорвал его гранатой. Во время боя за село Домбрувки в 11 километрах к юго-западу от Магнушева Жеварченков лично уничтожил два пулемётных расчёта. В том бою он получил ранение, но продолжал сражаться до конца боя.
Указом Президиума Верховного Совета СССР от 27 февраля 1945 года за «мужество и героизм, проявленные в Висло-Одерской операции» гвардии сержант Александр Жеварченков был удостоен высокого звания Героя Советского Союза с вручением ордена Ленина и медали «Золотая Звезда».
После окончания войны Жеварченков был демобилизован. Вернулся в родное село. Умер 3 февраля 2002 года, похоронен на городском кладбище в Каменке.
Был также награждён орденами Отечественной войны 1-й степени и Красной Звезды, рядом медалей.
Бюст Жеварченкова установлен в Каменке.